# Plouëc-du-Trieux
Plouëc-du-Trieux (bretonisch: Ploueg-Pontrev) ist eine französische Gemeinde mit 1140 Einwohnern (Stand 1. Januar 2022) im Département Côtes-d’Armor in der Region Bretagne. Sie gehört zum Arrondissement Guingamp und zum Kanton Bégard. Die Bewohner nennen sich Landebaëronais(es).

## Geografie
Plouëc-du-Trieux liegt rund 13 Kilometer (Luftlinie) nördlich von Guingamp im zentralen Norden der Bretagne. Die östliche Gemeindegrenze bildet über weite Strecken der Fluss Trieux, die westliche Gemeindegrenze der Fluss Théoulas.
Durch den Ort führt die Bahnstrecke Guingamp–Paimpol.

## Geschichte
Der Ort war eine Garnison in gallo-römischer Zeit. Im Jahr 1034 vermachte der bretonische Herzog Alain III. Castellum super Triticum mitsamt der Festung Chàteau fort de Châteaulin-sur-Trieux seinem jüngsten Sohn. Daraus wurde die Vogtei Pont Treu, die 1160 erstmals erwähnt wird. Am 5. Dezember 1132 übertrug Herzog Jean III. die Festung Châteaulin-sur-Trieux in einem Tauschgeschäft Jean de Rais. 1345 brannte der Herzog von Northampton als Statthalter des englischen Königs die Festung nieder. Die Festung wurde nach der Rückeroberung durch die Bretonen neu aufgebaut. Im Jahr 1330 wurde die Gemeinde unter dem Namen Ploec erstmals erwähnt. Bis zur Französischen Revolution verwalteten verschiedene Adelsgeschlechter das Gebiet der heutigen Gemeinde. Von 1793 bis 1801 war Plouëc-du-Trieux ein Teil des Distrikts Pontrieux. Plouëc-du-Trieux ist zudem seit 1801 Teil des Arrondissements Guingamp.

### Bevölkerungsentwicklung
| Jahr                       | 1962 | 1968 | 1975 | 1982 | 1990 | 1999 | 2006 | 2012 | 2019 |
| Einwohner                  | 1356 | 1280 | 1105 | 1106 | 1087 | 1086 | 1120 | 1108 | 1140 |
| Quellen: Cassini und INSEE |      |      |      |      |      |      |      |      |      |

Die zunehmende Mechanisierung der Landwirtschaft und die zahlreichen Toten des Ersten Weltkriegs führten zu einem Absinken der Einwohnerzahlen.

## Sehenswürdigkeiten
- Schloss Kercabin, erbaut 1845
- Herrenhaus Manoir de Keralbin (18. Jahrhundert; Pforte aus dem 16. Jahrhundert)
- Herrenhaus Manoir de Kercabin aus dem 18. Jahrhundert
- Herrenhaus Manoir de Kerprovost aus dem 18. Jahrhundert
- Kirche Notre-Dame (erbaut 1895–1897)
- Kapelle Saint-Jorant (auch Saint-Jorand) aus dem 15. und 16. Jahrhundert
- Kapelle Notre-Dame-des Neiges in Kerprovost aus dem 14.–17. Jahrhundert
- alte Häuser in Kergostard (erbaut 1746) und Kerfouler-Bras (erbaut 1636)
- Menhir von Camarel im Tal der Théoulas
- Brunnen Saint-Jorant aus dem 17. Jahrhundert in Belle-Eglise
- Kreuz von Kerprovost neben der Kapelle
- fünf wasserbetriebene Mühlen in Châteaulin, Coz-Kercabin, Brélidy, Kernavalet und Caramel[1]

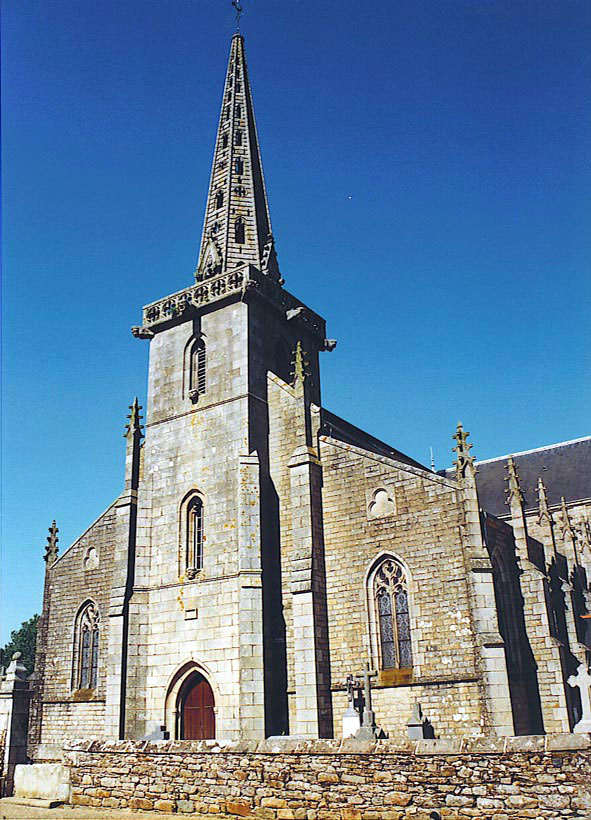
Kirche Notre-Dame
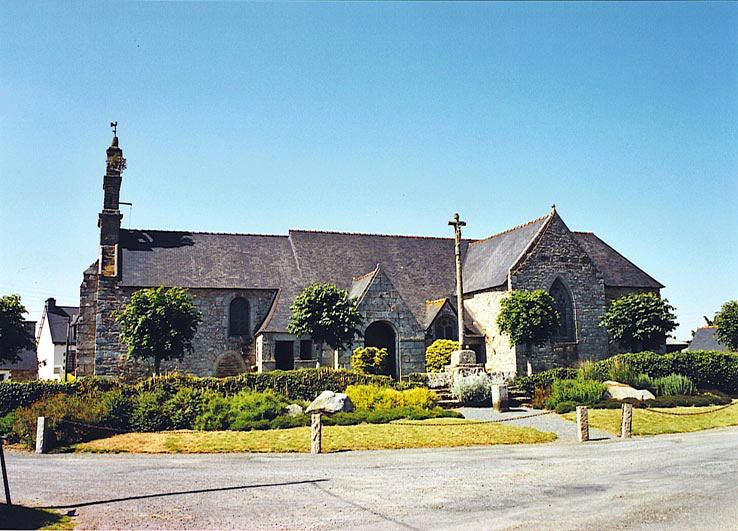
Kapelle Saint-Jorant